# Géographie de l'Ombrie

Altimétrie de l'Ombrie

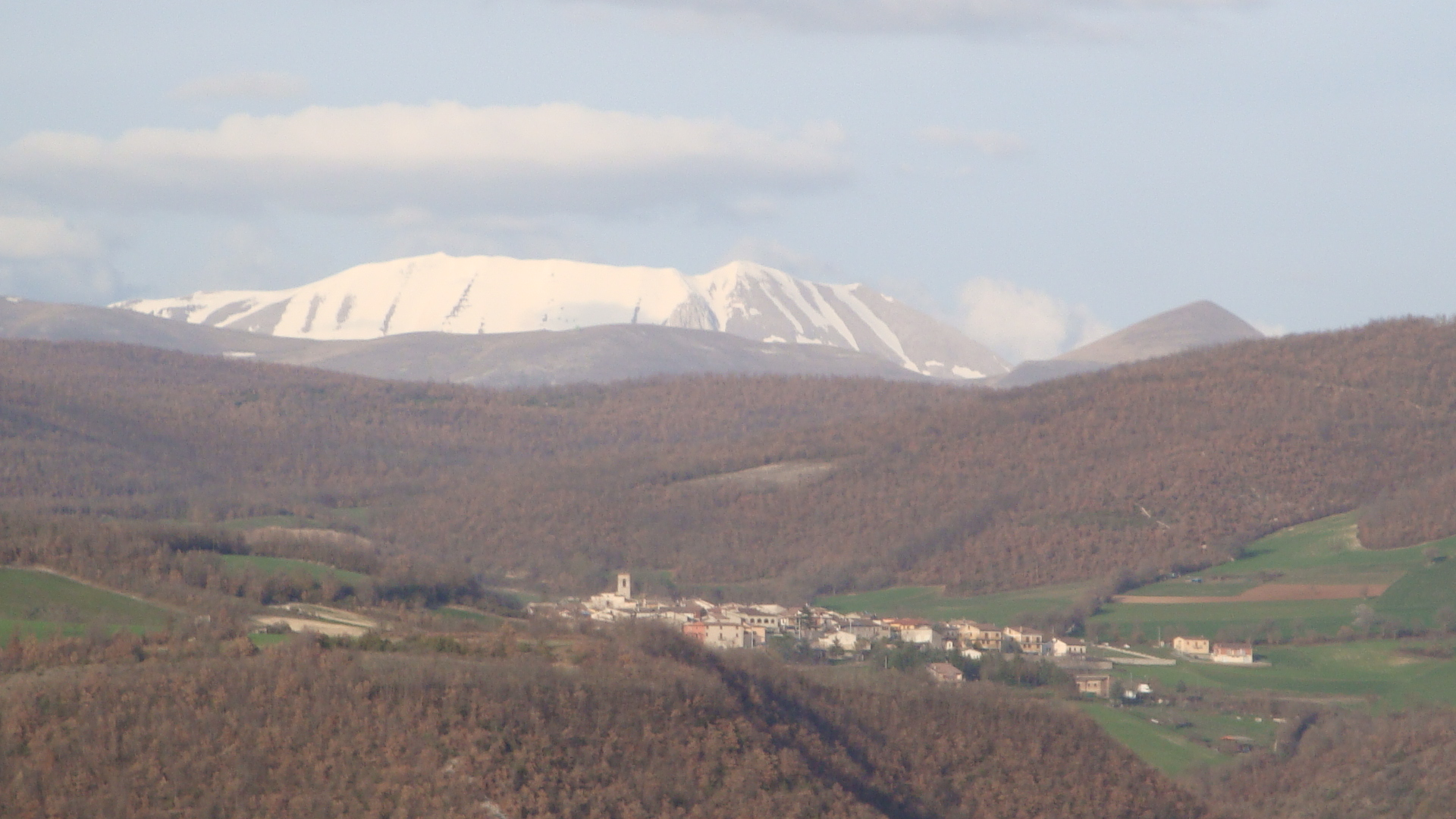
Sommet du Mont Pozzoni (1.904 m).

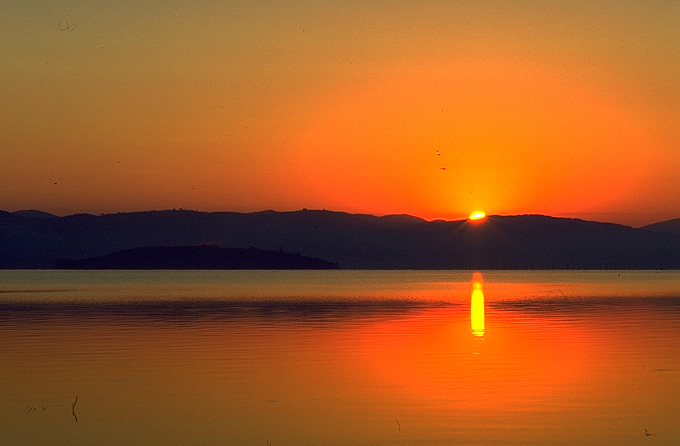
Coucher de soleil sur le lac Trasimène.

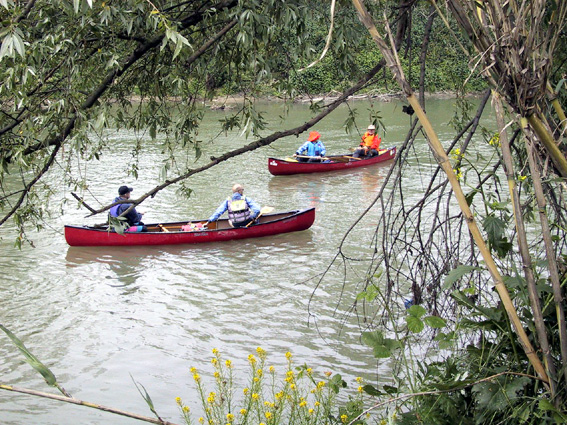
Canotage sur le Tibre

La géographie de l'Ombrie illustre les caractéristiques géographiques de l'Ombrie, une région d'Italie.
L'Ombrie qui est bordée au nord et à l'est par les Marches, à l'ouest et au nord-ouest par la Toscane et au sud par le Latium est située au centre de la péninsule italienne. Située sur la chaîne des Apennins et traversée par le Tibre, sa superficie totale est 8 456 km2.
Administrativement l'Ombrie est divisée en deux provinces Pérouse et Terni. C'est l’unique région d’Italie centrale sans débouchés sur la mer. Les paysages de la province sont variées, 70,7 % du territoire est composée de collines verdoyantes, de vallées fluviales et à l'est de montagnes calcaires de la dorsale de Apennins dont le point le plus élevé est le mont Vettore qui culmine à 2 448 m.
Dans la littérature, l'Ombrie est parfois définie cuor verde d'Italia (« le cœur vert de l'Italie »).

## Histoire
Dans l'Antiquité, la plaine était un emboîtement de deux lacs de faible profondeurs, le Lacus Clitorius et le Lacus Umber. Ils furent asséchés par les Romains au fil de plusieurs centaines d'années. Un tremblement de terre au IVe siècle et l'effondrement politique de l'Empire romain a provoqué la détérioration du bassin qui a été asséché une deuxième fois plus de cinq cents ans plus tard. Au cours du XIIIe siècle, les moines bénédictins ont commencé le processus de bonification qui a été complété par un ingénieur de Foligno au XVIIIe siècle.

## Géographie

### Données générales
Le relief est majoritairement montagneux (29,3 %). Sa topographie est dominée par les Apennins et le relief augmente d'ouest vers l'est et du nord vers le sud avec le point culminant de la région à Monte Vettore à la frontière des Marches qui culmine à 2 476 m et le bassin de la vallée du Tibre, avec le point le plus bas à Attigliano (96 m).
Le Tibre traverse l'Ombrie de part en part. Sa source se trouve à frontière Toscane et rejoint le Latium avant de se jeter dans la mer Tyrrhénienne. Trois principaux affluents du Tibre coulent en Ombrie: Le Chiascio dont le bassin est peu habité traverse Bastia Umbra et environ 10 km  plus loin, rejoint le Tibre à Torgiano.
Le Topino descend des Apennins et dont le cours suit la Via Flaminia, fait un virage serré à Foligno avant de rejoindre le Chiascio au-dessous de Bettona.
Le Nera, qui se jette dans le Tibre plus au sud, à Terni ; sa vallée est appelée la Valnerina.
La haute - Nera suit des ravins escarpés dans les montagnes ; plus bas le bassin du Chiascio-Topino traverse une grande plaine alluvionale.
La partie collinaire comporte de nombreuses forêts qui sont surtout constituées de chênes, remplacées par la végétation montagnarde au-dessus de 1 000 mètres d'altitude.

### La dorsale apennine
| \| Selva di Meana Burano Sibyllins Martani Sabins Amerini Réatiens Subasio Pennino Perugini Lac Trasimène \| Carte topographique de l'Ombrie |
| Selva di Meana Burano Sibyllins Martani Sabins Amerini Réatiens Subasio Pennino Perugini Lac Trasimène                                       |

La partie orientale de l'Ombrie, le long du confin avec les Marches, est parcourue par une série de dorsales dont  la plus orientale s'étend depuis la Serra di Burano (altitude 1 020 m) au mont Cucco (altitude 1 566 m), au mont Penna (altitude 1 432 m) jusqu'à la limite méridionale où se trouve la Valnerina, une vaste zone montueuse où l'on trouve le mont Coscerno (altitude 1 685 m), mont Patino (altitude 1 884 m) et mont Pozzoni (altitude 1 904 m).
Au sud-est de la région on trouve le groupe des monts Sibyllins avec des sommets supérieurs aux 2 000 m avec le sommet le plus élevé de la région de la Cima Redentore (altitude 2 448 m). Une dorsale plus interne comprend le groupe des monts de Gubbio et plus au sud de Gualdo Tadino et de Nocera Umbra.
Plus au sud se situe la vallée du fleuve Topino puis on remonte à une altitude de 1 290 m) du  mont Subasio. En descendant plus au sud on rencontre les monts de Foligno, Spoleto, et de la Valnerina avec le mont Brunette (altitude 1 429 m), le mont Fionchi (altitude 1 337 m) et le mont Solenne (altitude 1 288 m).
Vers l'ouest se trouve un paysage complètement différent, celui de l'Ombrie collinaire et plate avec les deux plus importantes vallées qui sont celles  du Tibre (Valtiberina), qui traverse la région depuis San Giustino, Città di Castello jusqu'à Todi et la Valle Umbra. C'est dans cette zone que le développement des activités rurales et industrielles ont créé avec la Conca Ternana une aire d'activité économique dominante.
Les deux grandes vallées (Umbra et Tiberina) délimitent les monts Martani, avec le mont Martano (altitude 1 094 m) et le mont Torre Maggiore (altitude 1 121 m) qui domine la Conca Ternana.
Au nord, au-delà de Pérouse, se trouve le massif des monti perugini dont les sommets ont une altitude inférieure à 1 000 m) : mont Tezio (altitude 910 m) et mont Acuto (altitude 926 m).
Le confin occidental avec la Toscane et plus au sud avec le Latium se caractérise par une alternance de vallées et collines qui depuis le lac Trasimène atteignent près de Narni les monts Amerini qui avec le mont Peglia (altitude 837 m) signe le passage au Latium.

### Les fleuves
Le réseau hydrographique est très important : le Tibre, troisième fleuve italien la traverse du nord au sud, il parcourt 210 km de ses 405 km de longueur totale en Ombrie. Ses principaux affluents sont le Nera, le Chiascio, le Topino, le Paglia et le  Nestore. Un autre fleuve important est le Velino, un cours d'eau de la province de Rieti qui rejoint l'Ombrie dans la partie finale de son cours. Ses eaux sont tellement riches en bicarbonate de calcium qu'à l'époque romaine il y eut formation d'une digue naturelle qui empechait son déversement dans le fleuve nera. En 271 av. J.-C. le consul romain Manius Curius Dentatus ordonna l'ouverture d'un passage qui donna vie à la cascata delle Marmore, haute de 165 m.

### Les lacs
Le territoire possède divers lacs qui sont d'importantes réserves d'eau. Les plus importants sont le lac Trasimène qui est le quatrième lac italien pour sa superficie 128 km2, celui de Piediluco (1,53 km2) près de Terni ainsi que les lacs artificiels de Corbara, un barrage sur le Tibre entre Todi et Orvieto et celui d'Alviano.

### Faune et flore
L'Ombrie est une région pleine de verdure, riche en vignes et en oliviers. Le climat est chaud en été, et constamment doux dans la vallée du Tibre ; cependant les hivers peuvent être rudes en montagne, et même dans les centres historiques de villes, souvent perchés sur des sommets comme Pérouse et Orvieto. Une grande partie du territoire est recouverte de forêts de chênes. Ces forêts sont des lieux de vie d'une faune sauvage (sangliers) et d'une avifaune très nombreuse.

### Autres
L'Ombrie possède aussi de nombreuses sources :
- thermales : Terme di Fontecchio à Città di Castello et Terme S. Felice ou Terme Francescane à Spello ;
- minérales : Scheggia e Pascelupo : Motette, Fonte S. Chiara ; Gualdo Tadino : Rocchetta ; Nocera Umbra : Angelica et Flaminia ; Foligno (Sassovivo), Sellano (Fonte Tullia), Cerreto di Spoleto (Viva et Misia), Gubbio (Rugiada); Monti Martani: Amerino, Fabia, Fonte Aura ; Massa Martana : Sanfaustino ; San Gemini : Sangemini ; Acquasparta : Grazia sorgenti di Acquasparta; Orvieto : Sorgente Tione[2].

## Zone naturelle d'intérêt écologique, faunistique et floristique
Appelés SIC « Siti di Interesse Comunitario », ces zones protégées relèvent du cadre de la CEE en ce qui concerne la région bio-géographique de la Méditerranée.
Les localités concernées ont été proposées sur la base du décret du 25 mars 2005, publié sur la pubblicato sulla Gazzetta ufficiale de la République Italienne n. 157 du 8 juillet 2005établi par le Ministero dell'Ambiente e della Tutela del Territorio e del Mare d'après la directive : 92/43/CEE.

## Sources
- (it) Cet article est partiellement ou en totalité issu de l’article de Wikipédia en italien intitulé « Geografia dell'Umbria » (voir la liste des auteurs).